# Escinucleasa
Una escinucleasa, también llamada excinucleasa o escisión endonucleasa (EC 4.2.99.18), es una enzima formada por varias subunidades cuyo mecanismo de acción incluye la hidrólisis de dos enlaces fosfodiéster sobre una misma cadena del ADN. El prefijo esci indica su función, ya que participa en la reparación por escisión de nucleótidos, un mecanismo de reparación de mutaciones de las células. Este mecanismo se activa cuando hay lesiones en el ADN que provocan una distorsión en la estructura de la doble hélice. Se diferencia de una endonucleasa clásica en que una escinucleasa corta en dos lugares distintos a ambos lados de la lesión. Este proceso de reparación puede tener lugar en la oscuridad, a diferencia de otros mecanismos de reparación como la fotorreactivación, que solo ocurren en presencia de luz.[cita requerida]

## Investigaciones
En Escherichia coli, se ha aislado la escinucleasa llamada UvrABC, compuesta por tres subunidades: UvrA, UvrB y UvrC, productos de los genes uvrA, uvrB y uvrC. Un complejo formado por dos proteínas UvrA y una UvrB (A2B) rastrea el ADN hasta encontrar la zona de la lesión y unirse a ella. Posteriormente, el dímero UvrA se disocia y tan solo queda UvrB unida al ADN. A continuación, la proteína UvrC se acerca a la zona y se une a UvrB activándose la actividad hidrolítica de ambas y llevando a cabo su acción de la siguiente manera: UvrB corta 4 o 5 nucleótidos hacia el lado 3´ de la lesión, mientras que UvrC corta 8 nucleótidos hacia el lado 5´ de la lesión, generándose, de esta forma, un fragmento de 12 o 13 nucleótidos que tendrá un grupo hidroxilo 3´ y un fosfato 5´en los extremos. Aquí termina la acción de la escinucleasa y el método de reparación continúa con la intervención de la enzima UvrD helicasa, que separa el fragmento recién cortado, y la acción posterior de las enzimas ADN polimerasa I y ADN ligasa que, respectivamente, rellenarán el hueco mediante nueva síntesis y formarán el último enlace fosfodiéster.[cita requerida]

## Escinucleasas humanas
Aunque se conoce mejor en bacterias, el proceso probablemente es universal. En eucariotas se han encontrado escinucleasas de hasta 16 subunidades que llevan a cabo también este doble corte de enlaces fosfodiéster en el ADN a ambos lados de una lesión. En células humanas, se ha demostrado recientemente la existencia de una escinucleasa que corta en posiciones 6 y 22 de los extremos 3´ y 5´, respectivamente, de una lesión, con lo que generan un fragmento de entre 27 y 29 nucleótidos, más largo que el de las bacterias. En el caso de los seres humanos y otros eucariotas, el hueco será rellenado por la polimerasa ε, y finalmente una ligasa sellará el último enlace.[cita requerida]

## Patologías asociadas
La reparación por escisión repara diferentes tipos de mutaciones en el ADN y fallos en este mecanismo de reparación pueden acarrear la aparición de enfermedades importantes. La reparación por escisión en humanos se detectó por primera vez en estudios de una enfermedad genética rara llamada Xeroderma pigmentosum. Esta enfermedad está causada por un déficit en una o varias enzimas de la ruta de reparación por escisión. Los individuos que la padecen tienen una sensibilidad extrema a la luz solar y una incidencia altísima de cáncer de piel. Ello se debe a que la luz ultravioleta, que recibimos en la radiación solar, provoca mutaciones en el ADN (dímeros de timinas, principalmente) que estos individuos no consiguen reparar de forma adecuada, lo que les provoca los trastornos típicos de la enfermedad.